# Gueldenstaedtia maritima
Gueldenstaedtia maritima är en ärtväxtart som beskrevs av Carl Maximowicz. Gueldenstaedtia maritima ingår i släktet Gueldenstaedtia och familjen ärtväxter. Inga underarter finns listade i Catalogue of Life.